# Xã Donald, Quận Franklin, Arkansas
Xã Donald (tiếng Anh: Donald Township) là một xã thuộc quận Franklin, tiểu bang Arkansas, Hoa Kỳ. Năm 2010, dân số của xã này là 551 người.